# Curve (band)
Curve was een Britse alternatieve-rock- en elektronicaband ontstaan in 1991 door de samenwerking van Toni Halliday met Dean Garcia.
De twee artiesten werden voorgesteld door Dave Stewart van Eurythmics en vormden voor korte tijd de groep State of Play. Daarna werkten ze samen voor Curve. In 2005 ging de band uit elkaar.

## Discografie
- Doppelganger (1992)
- Cuckoo (1993)
- Come Clean (1998)
- Gift (2001)
- The New Adventures of Curve (2002)

### Compilatiealbums
- Pubic Fruit (1992)
- Open Day At The Hate Fest (2001)
- The Way of Curve 1990 / 2004 (2004)